# Símbols de Benafigos
L'escut i la bandera de Benafigos són els símbols representatius de Benafigos, municipi del País Valencià, a la comarca de l'Alt Maestrat.

## Escut heràldic
L'escut de Benafigos té el següent blasonament:
| « | Partit. 1r, de sinople, una torre d'argent merletada i maçonada de sable i somada d'una creu plana d'or; 2n, d'or, un om de sinople. Al timbre, corona reial tancada. | » |

## Bandera
La bandera oficial de Benafigos té la següent descripció:
| « | Bandera de proporcions 2:3. De verd, al centre, un castell blanc, flanquejat de dues creus grogues. | » |

## Història
L'escut es va aprovar per Ordre de 29 d'agost de 1986, de la Conselleria d'Administració Pública, publicada en el DOGV núm. 441, del 10 d'octubre de 1986.
La torre amb la creu és el símbol de l'antiga església fortificada de Sant Joan, del segle xiii. L'arbre fa referència a l'om monumental situat davant el santuari de la Mare de Déu de l'Ortisella.
La bandera va ser aprovada per Resolució d'11 de juliol de 2001, del conseller de Justícia i Administracions Públiques, publicada en el DOGV, número 4.077, del 3 de setembre de 2001.

Segell de Benafigos amb motius florals, 1876, AHN.

A l'Arxiu Històric Nacional es conserven dos segells en tinta, anteriors a 1876: un de l'Alcaldia, amb les armories d'Espanya; i un segon, de l'Ajuntament, on hi apareix un motiu floral.